# Железная дорога Валга — Печоры
Железная дорога Валга — Койдула (Печоры) — участок железной дороги в Эстонии и России, протяжённостью 96,5 км. Была построена в 1889 году как часть железной дороги Рига — Псков.
Железная дорога используется товарными поездами.

## Пассажирские перевозки
До 2001 года по железной дороге ходил пассажирский поезд Edelaraudtee Валга — Вески. До 1998 года ходил поезд Санкт-Петербург-Витебский — Рига-Пассажирская.
В настоящее время[когда?]

 пассажирское сообщение отсутствует на большей части линии, кроме перегона Пиуза — Койдула, запуск дизельных поездов из Тарту на котором стал возможен благодаря постройке станции Койдула и пуску перегона Орава — Койдула.